# Natharpu
Natharpu (en népalais : नाधर्पू) est un comité de développement villageois du Népal situé dans le district de Mugu. Au recensement de 2011, il comptait 1 603 habitants.